# F. W. „Dinty” Moore-trófea
Az F. W. „Dinty” Moore-trófea egy díj az Ontario Hockey League-ben és az a jégkorongkapus kapja, akinek a legjobb mérkőzésenkénti gólátlaga (GAA) van elsőévesként az alapszakaszában, és legalább 1320 perc játékideje van. A trófeát F. W. „Dinty” Moore-ról nevezték el, aki az OHA elnöke volt 1942 és 1945 között. A díjat elnyerte többek között a hosszú National Hockey League-es karriert befutott John Vanbiesbrouck, Ron Tugnutt és Jeff Hackett, valamint a magyar Szuper Levente is.

## A díjazottak
| Év        | Játékos            | Csapat                           | GAA  |
| --------- | ------------------ | -------------------------------- | ---- |
| 2014–2015 | Michael McNiven    | Owen Sound Attack                | 2.79 |
| 2013–2014 | Matthew Mancina    | Guelph Storm                     | 2.43 |
| 2012–2013 | Alex Nedeljkovic   | Plymouth Whalers                 | 2,28 |
| 2011–2012 | Daniel Altshuller  | Oshawa Generals                  | 3,55 |
| 2010–2011 | Matěj Machovský    | Brampton Battalion               | 2,90 |
| 2009–2010 | Petr Mrázek        | Ottawa 67's                      | 3,00 |
| 2008–2009 | J. P. Anderson     | Mississauga St. Michael's Majors | 2,94 |
| 2007–2008 | Josh Unice         | Kitchener Rangers                | 2,45 |
| 2006–2007 | Michal Neuvirth    | Plymouth Whalers                 | 2,32 |
| 2005–2006 | Ryan Daniels       | Saginaw Spirit                   | 4,13 |
| 2004–2005 | Kyle Gajewski      | Sault Ste. Marie Greyhounds      | 2,55 |
| 2003–2004 | Ryan MacDonald     | London Knights                   | 2,06 |
| 2002–2003 | Ryan Munce         | Sarnia Sting                     | 2,64 |
| 2001–2002 | Jason Bacashihua   | Plymouth Whalers                 | 2,34 |
| 2000–2001 | Andy Chiodo        | Toronto St. Michael's Majors     | 2,49 |
| 1999–2000 | Andrew Sim         | Sarnia Sting                     | 2,93 |
| 1998–1999 | Szuper Levente     | Ottawa 67's                      | 2,33 |
| 1997–1998 | Seamus Kotyk       | Ottawa 67's                      | 2,66 |
| 1996–1997 | Shawn Degagne      | Kitchener Rangers                | 3,29 |
| 1995–1996 | Brett Thompson     | Guelph Storm                     | 3,09 |
| 1994–1995 | David MacDonald    | Sudbury Wolves                   | 3,07 |
| 1993–1994 | Scott Roche        | North Bay Centennials            | 3,52 |
| 1992–1993 | Ken Shepard        | Oshawa Generals                  | 3,48 |
| 1991–1992 | Sandy Allan        | North Bay Centennials            | 3,85 |
| 1990–1991 | Kevin Hodson       | Sault Ste. Marie Greyhounds      | 3,22 |
| 1989–1990 | Sean Basilio       | London Knights                   | 3,65 |
| 1988–1989 | Jeff Wilson        | Kingston Raiders                 | 3,99 |
| 1987–1988 | Todd Bojcun        | Peterborough Petes               | 2,93 |
| 1986–1987 | Jeff Hackett       | Oshawa Generals                  | 3,04 |
| 1985–1986 | Paul Henriques     | Belleville Bulls                 | 3,60 |
| 1984–1985 | Ron Tugnutt        | Peterborough Petes               | 3,77 |
| 1983–1984 | Gerry Iuliano      | Sault Ste. Marie Greyhounds      | 3,64 |
| 1982–1983 | Dan Burrows        | Belleville Bulls                 | 4,13 |
| 1981–1982 | Shawn Kilroy       | Peterborough Petes               | 2,97 |
| 1980–1981 | John Vanbiesbrouck | Sault Ste. Marie Greyhounds      | 4,14 |
| 1979–1980 | Mike Vezina        | Ottawa 67's                      | 3,93 |
| 1978–1979 | Nick Ricci         | Niagara Falls Flyers             | 3,46 |
| 1977–1978 | Ken Ellacott       | Peterborough Petes               | 3,56 |
| 1976–1977 | Barry Heard        | London Knights                   | 3,28 |
| 1975–1976 | Mark Locken        | Hamilton Fincups                 | 3,14 |